# Małżeństwo z rozsądku (film)
Małżeństwo z rozsądku – polska komedia muzyczna z 1966, w reżyserii Stanisława Barei, według scenariusza Krzysztofa Gruszczyńskiego.
Zdajęcia plenerowe kręcono w Warszawie, m.in. na Starówce (Rynek nowomiejski, Barbakan) i ul. Skaryszewskiej.
Premiera odbyła się na podwójnym pokazie z dokumentem Stradivari 66 produkcji WFO.

## Treść
Rodzice Joanny, Burczykowie – handlarze z warszawskiego Bazaru Różyckiego, prowadzą obrót używaną odzieżą, tzw. ciuchami. Znaczne, ale ukrywane dochody nie dają im jednak spokoju, gdyż obawiają się konsekwencji ze strony władz skarbowych. W tym celu zabiegają, by córka poślubiła artystę malarza lub sama została plastyczką, gdyż w PRL tylko taki zawód pozwala na niekontrolowane dochody. Tymczasem Joanna skrycie obdarza uczuciem Andrzeja, zdolnego, ale ubogiego artystę malarza, którego rodzice nie akceptują. Z nią samą jednak łączy swe nadzieje na związek Edzio Siedlecki, pochodzący z ziemiańskiej rodziny kolega Andrzeja ze studiów. Zrażona zabiegami rodziców Joanna ucieka z domu i przeprowadza się do Andrzeja. Jednakże wskutek niepowodzeń córki na ASP i po odrzuceniu propozycji matrymonialnej Siedleckiego, wybór Burczyków pada na Andrzeja jako najlepszego kandydata do małżeństwa. Jego wykupywane potajemnie przez Burczyka obrazy zaczynają mieć niezwykłe powodzenie, co poprawia sytuację finansową obojga młodych i ostatecznie doprowadza do ich ślubu. Ale ujawnienie tej intrygi podczas wesela powoduje nieoczekiwany zwrot sytuacji…

## Obsada
- Daniel Olbrychski – Andrzej
- Elżbieta Czyżewska – Joanna
- Bohdan Łazuka – Edzio Siedlecki
- Hanka Bielicka – matka Joanny
- Bolesław Płotnicki – ojciec Joanny
- Bogumił Kobiela – „inżynier” Kwilecki, kombinator
- Wiesława Kwaśniewska – Magda
- Jacek Fedorowicz – reżyser telewizyjny
- Wojciech Pokora – tajniak
- Andrzej Zaorski – plastyk, przyjaciel Andrzeja
- Wojciech Rajewski – profesor Lipski
- Kazimierz Wichniarz – ojciec Magdy
- Janina Romanówna – ciotka Edzia
- Alicja Bobrowska – żona Kwileckiego
- Cezary Julski – Kiełkiewicz, pomocnik Burczyka
- Jarema Stępowski – uliczny handlarz obrazami
- Tadeusz Chyła – lider ulicznej kapeli
- Stanisław Bareja – mężczyzna kupujący marynarkę
- Witold Dębicki – Majk
- Wiesław Michnikowski – agent
- Gerard Wilk – tancerz

## Piosenki
- Miłość złe humory ma (sł. Agnieszka Osiecka; śpiew: Bohdan Łazuka)
- Panie Kowalski, panie Kwiatkowski (sł. Agnieszka Osiecka; śpiew: Tadeusz Chyła)
- Tak bardzo się zmienił świat (sł. Agnieszka Osiecka; śpiew: Daniel Olbrychski, Elżbieta Czyżewska)
- Wyrzeźbiłem twoją twarz w powietrzu (sł. Agnieszka Osiecka; śpiew: Daniel Olbrychski)